# Diphyus trifasciatus
Diphyus trifasciatus là một loài tò vò trong họ Ichneumonidae.